# آفي ناش
آفي ناش هو ممثل أمريكي أشتهر بدور صديق في مسلسل الموتى السائرون.

## وصلات خارجية
- آفي ناش على موقع IMDb (الإنجليزية)
- آفي ناش على موقع ألو سيني (الفرنسية)
- آفي ناش على موقع ميوزك برينز (الإنجليزية)
- آفي ناش على موقع قاعدة بيانات الفيلم (الإنجليزية)